# Medalla Conmemorativa del 20.º Aniversario de la Victoria en la Gran Guerra Patria de 1941-1945

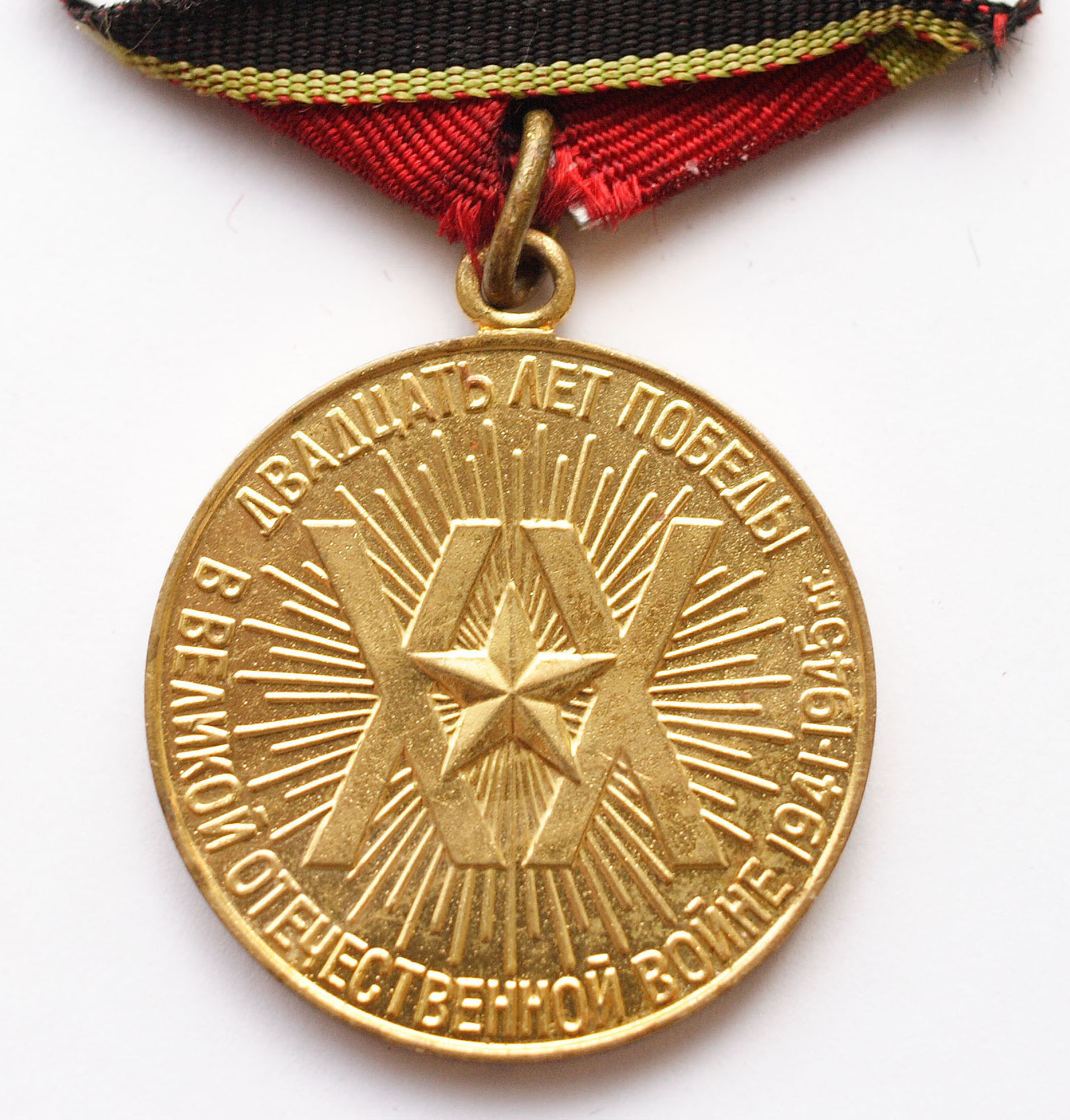
Reverso de la medalla conmemorativa del 20.º aniversario de la victoria en la Gran Guerra Patriótica 1941-1945

La Medalla Conmemorativa del 20.º Aniversario de la Victoria en la Gran Guerra Patria de 1941-1945 (en ruso: Юбилейная медаль «Двадцать лет Победы в Великой Отечественной войне 1941-1945) es una medalla conmemorativa que se estableció el 7 de mayo de 1965 por decreto del Presídium del Sóviet Supremo de la URSS para conmemorar el vigésimo aniversario de la victoria soviética sobre la Alemania nazi en la Segunda Guerra Mundial.

## Reglamento
La Medalla se otorgó a todo el personal militar y civil de las Fuerzas Armadas de la URSS que participó en la Gran Guerra Patria de 1941-1945, a los partisanos de la Gran Guerra Patria, al personal de las Fuerzas Armadas de la URSS, así como a cualquier otra persona que haya sido galardonada con La Medalla de la Victoria sobre Alemania en la Gran Guerra Patriótica 1941-1945 o la Medalla de la victoria sobre Japón.
La medalla era otorgada en nombre del Presídium del Sóviet Supremo de la URSS por comandantes de unidades militares, formaciones, jefes de agencias, instituciones; por las comisarías militares republicanas, territoriales, regionales, distritales o municipales.
La medalla se lleva en el lado izquierdo del pecho y, en presencia de otras órdenes y medallas de la URSS, se coloca inmediatamente después de la Medalla de la Victoria sobre Alemania en la Gran Guerra Patria 1941-1945. Si se usa junto con otras órdenes y medallas de la Federación de Rusia, estas últimas tienen prioridad.

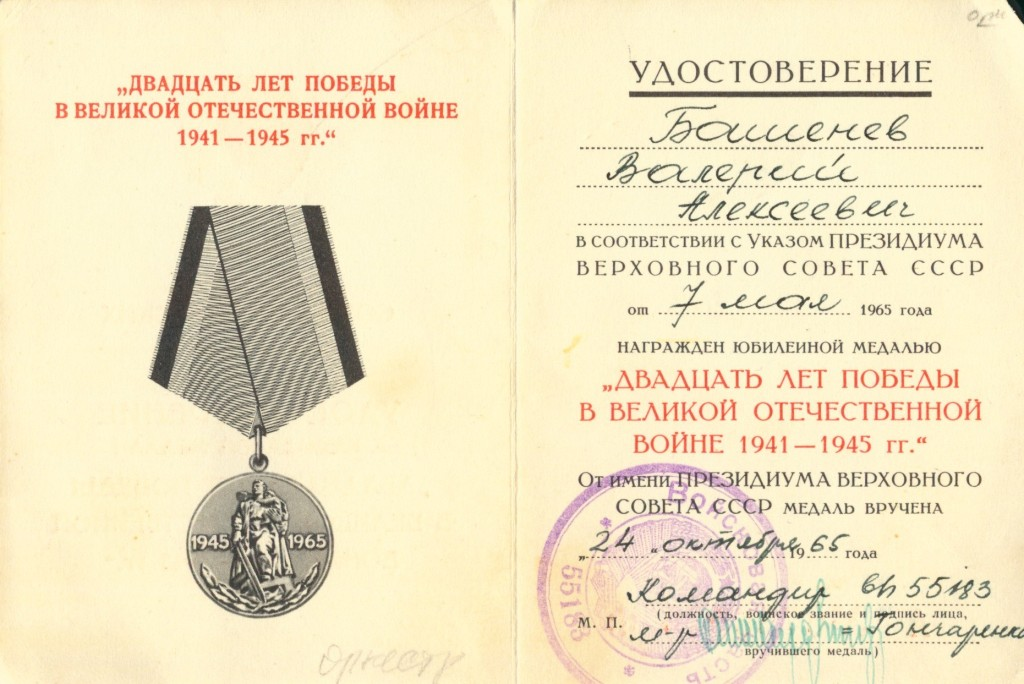
Documento de concesión de la medalla

Cada medalla venía con un certificado de premio, este certificado se presentaba en forma de un pequeño folleto de cartón de 8 cm por 11 cm con el nombre del premio, los datos del destinatario y un sello oficial y una firma en el interior. 

## Descripción
La Medalla Conmemorativa del 20.º aniversario de la victoria en la Gran Guerra Patria de 1941-1945 es una medalla circular de bronce de 32 mm de diámetro, con un borde elevado.
En su anverso, la medalla tiene una imagen en relieve del soldado liberador soviético con capa de lluvia, sosteniendo a un niño en su brazo izquierdo y una poderosa espada cortando una esvástica en el otro, de pie sobre dos ramas de roble. A su izquierda la fecha en números prominentes «1945», a su derecha «1965». En el reverso, a lo largo de la circunferencia de la medalla, la inscripción en relieve «Veinte años de victoria en la Gran Guerra Patria de 1941-1945» (en ruso: Двадцать лет победы в Великой Отечественной войне 1941-1945). En el centro, una estrella en relieve de cinco puntas superpuesta al número romano «XX» sobre un fondo de rayos divergentes.
La medalla está conectada con un ojal y un anillo a un bloque pentagonal cubierto con una cinta de muaré de seda de 24 mm de ancho con rayas en el lado derecho, comenzando en el borde, 1 mm verde, 3 mm negro y 3 mm verde.